# Tmarus bifasciatus
Tmarus bifasciatus là một loài nhện trong họ Thomisidae.
Loài này thuộc chi Tmarus. Tmarus bifasciatus được Cândido Firmino de Mello-Leitão miêu tả năm 1929.